# Equimanthorn
Equimanthorn es un músico principalmente conocido por su participación en Dark Funeral. Fue el segundo baterista de la banda cuando se unió en 1994 para completar la formación que se había deshecho por la salida de Draugen. Realizó el primer álbum con ellos, y es el baterista al cual Blackmoon atacó diciendo que él no era lo bastante rápido para estar en la banda. Cuando Equimathorn supo esto, habló con la banda para que echaran a Blackmoon. Un año después lo consiguió, pero más tarde éste fue echado de la banda. Equimathorn ha estado en varias bandas desde que se fue de Dark Funeral, generalmente en géneros extremos.